# Whistle (Jax Jones e Calum Scott)
Whistle è un singolo del DJ britannico Jax Jones e del cantante britannico Calum Scott, pubblicato il 10 febbraio 2023.

## Tracce
Testi e musiche di Timucin Lam, Calum Scott, Jon Maguire, Josh Wilkinson e Neave Applebaum.
1. Whistle – 3:02

## Classifiche

### Classifiche settimanali
| Classifica (2023)             | Posizione massima |
| ----------------------------- | ----------------- |
| Austria                       | 59                |
| Belgio (Fiandre)              | 25                |
| Bielorussia                   | 1                 |
| Estonia                       | 3                 |
| Germania                      | 59                |
| Irlanda                       | 17                |
| Islanda                       | 35                |
| Kazakistan                    | 1                 |
| Moldavia                      | 24                |
| Paesi Bassi                   | 32                |
| Polonia                       | 56                |
| Regno Unito                   | 14                |
| Russia                        | 1                 |
| Slovacchia                    | 78                |
| Stati Uniti (dance/eletronic) | 33                |
| Ucraina                       | 83                |

### Classifiche di fine anno
| Classifica (2023) | Posizione |
| ----------------- | --------- |
| Belgio (Fiandre)  | 46        |
| Bielorussia       | 22        |
| Estonia           | 71        |
| Kazakistan        | 9         |
| Islanda           | 81        |
| Russia            | 13        |
| Classifica (2024) | Posizione |
| Bielorussia       | 85        |
| Estonia           | 138       |
| Kazakistan        | 172       |
| Russia            | 155       |